# François de La Rochefoucauld (kardinal)
François kardinal de La Rochefoucauld, francoski rimskokatoliški duhovnik, škof in kardinal, * 8. december 1558, Pariz, † 14. februar 1645.

## Življenjepis
29. julija 1585 je bil imenovan za škofa Clermonta; 27. septembra je prejel diakonsko in duhovniško posvečenje in 6. oktobra istega leta je prejel še škofovsko posvečenje.
10. decembra 1607 je bil povzdignjen v kardinala in 1. februarja 1610 je bil imenovan za kardina-duhovnika S. Callisto.
Med 15. februarjem 1610 in 1622 je bil škofa Senlisa.